# Twelve Deadly Cyns...and Then Some
Twelve Deadly Cyns...and Then Some è un album discografico della cantante statunitense Cyndi Lauper, pubblicato nel 1994 dalla etichetta discografica Sony Epic.

## Il disco
Il titolo dell'album cambia a seconda del formato e del paese d'uscita ma fa riferimento comunque all'inglese Seven Deadly Sins: i sette peccati capitali.
Cyns è un diminutivo del nome Cyndi, in analogia con la parola sins (peccati). Dodici (Twelve) sono i brani tratti dagli album in studio: da She's So Unusual del 1983 a Hat Full of Stars del 1993 in aggiunta a The World Is Stone, Come On Home e I'm Gonna Be Strong pubblicato da Blue Angel nel 1980 e riedito per l'occasione insieme a Hey Now (Girls Just Want To Have Fun).

## Tracce
1. I'm Gonna Be Strong – 3:51 (Barry Mann, Cynthia Weil)
2. Girls Just Want To Have Fun – 3:56 (Robert Hazard)
3. Money Changes Everything – 5:03 (Tom Gray)
4. Time After Time – 4:01 (Cyndi Lauper, Rob Hyman)
5. She Bop – 3:44 (Cyndi Lauper, Stephen Broughton Lunt, Gary Corbett, Rick Chertoff)
6. All Through The Night – 4:29 (Jules Shear)
7. Change Of Heart – 4:25 (Essra Mohawk; additional lyrics by Cyndi Lauper)
8. True Colors – 3:47 (Tom Kelly, Billy Steinberg)
9. What's Going On – 3:51 (Alfred Cleveland, Marvin Gaye, Renaldo Benson)
10. I Drove All Night – 4:13 (Billy Steinberg, Tom Kelly)
11. The World Is Stone – 4:26 (Michel Berger, Luc Plamondon, Tim Rice)
12. Who Let In The Rain – 4:36 (Cyndi Lauper, Allee Willis)
13. That's What I Think – 4:18 (Cyndi Lauper, Rob Hyman, Allee Willis, Eric Bazilian)
14. Sally's Pigeons – 3:46 (Cyndi Lauper, Mary Chapin Carpenter)
15. Hey Now (Girls Just Want to Have Fun) – 3:52 (Robert Hazard, Lolly Vegas)
16. Come On Home – 4:36 (Cyndi Lauper, Jan Pulsford)
17. Hole In My Heart (All The Way To China) – 4:02 (Jason Orange) – bonus track
18. Hole In My Heart (All The Way To China) (live at Summer Sonic 07 in Tokyo) (Jason Orange) – bonus track